# 5-й Далекий провулок (Житомир)
5-й Далекий провулок — провулок в Корольовському районі міста Житомир. 

## Розташування
Розташований у завокзальній частині міста. Бере початок від вулиці Пилипа Орлика. Завершується глухим кутом. 

## Історія
Станом на початок XX століття місцевості за місцем розташування майбутнього провулка притаманна заболоченість.
Провулок виник після Другої світової війни на вільних від забудови землях. Назва провулка пояснюється тим, що у часи формування провулка ця місцевість вважалася віддаленою від міста. Станом на 1968 рік провулок та його забудова сформовані. 